# 花茎

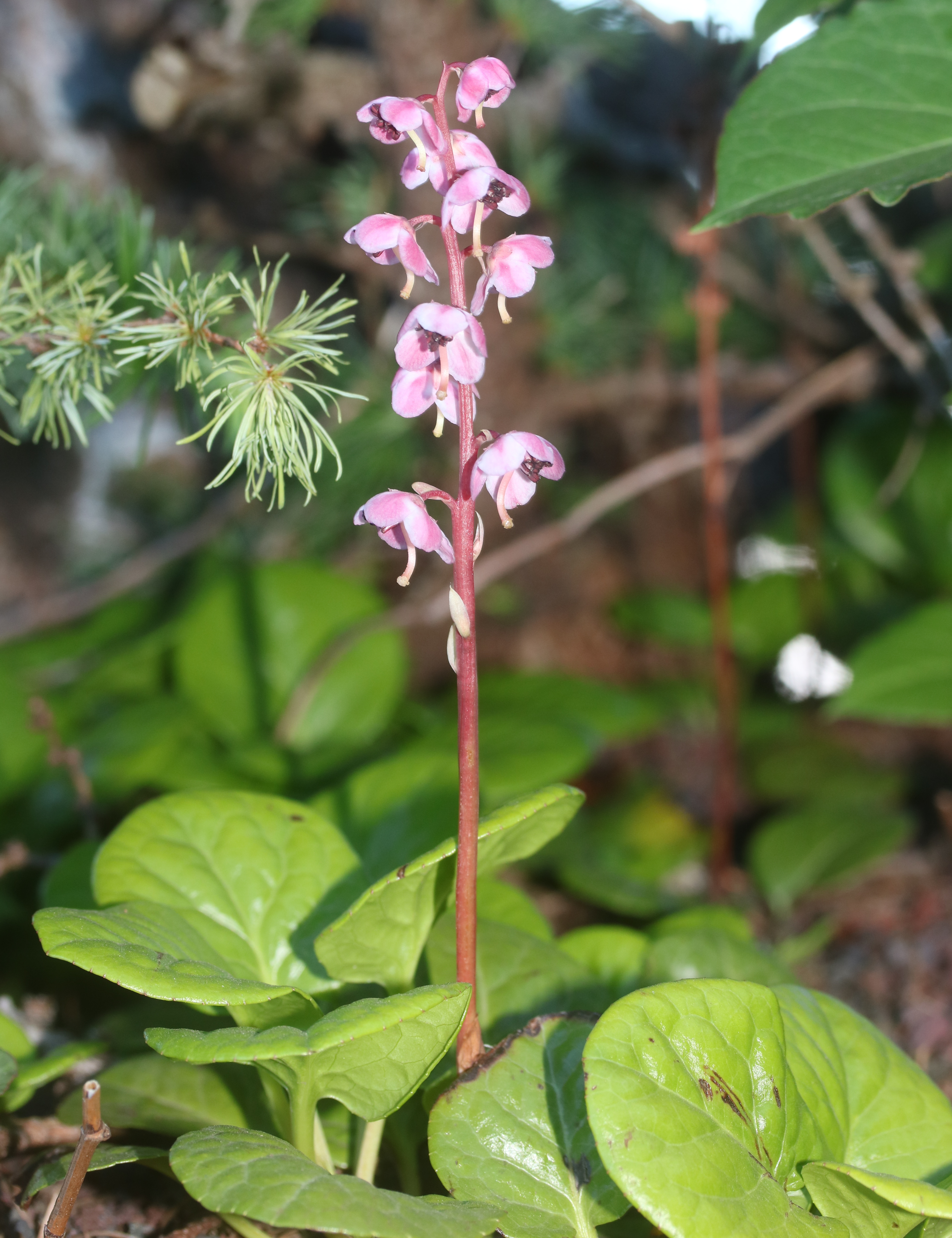
ベニバナイチヤクソウ (ツツジ科) の花をつけた花茎

花茎（かけい、英: scape）とは、草本植物において、花をつけるが普通の葉をつけない茎のことである。花茎はエビネ（ラン科）やイチヤクソウ属（ツツジ科; 図）、タンポポ属（キク科）などさまざまな植物にみられる。このような植物では、葉は地表付近から生じている (根生葉)。
花茎に似た用語として、有花茎（ゆうかけい）と有花枝（ゆうかし）がある。多年生草本において、花をつける茎と決して花をつけない茎がある場合、前者を有花茎とよぶ。また木本において、花をつける枝と決して花をつけない枝がある場合、前者を有花枝とよぶ。有花茎や有花枝は、花をつけない茎や枝とは異なる形態を示すことがある。

## 花茎
花茎とは、草本植物において、普通葉をつけず先端に花をつける茎のことである。花茎につく花は単一のこともあるし、複数の花がつく場合もある。花茎をもつ植物では、普通葉は根生葉となっている。
花茎をもつ植物として、エビネ属（ラン科; 下図1a）、ヒガンバナ属（ヒガンバナ科; 下図1b）、オウレン属（キンポウゲ科; 下図1c）、チャルメルソウ属（ユキノシタ科）、スミレ（スミレ科; 下図1d）、カタバミ（カタバミ科）、イチヤクソウ属（ツツジ科; 上図）、オオバコ属（オオバコ科; 下図1e）、タンポポ属（キク科; 下図1f）などがある。
オランダイチゴ属（バラ科）やホシクサ属（ホシクサ科）などでは、花序の下に小型の葉がついているが、これらの葉は苞であり普通葉ではないため、花をつけた茎は花茎である（下図2a）。またキジムシロ（バラ科）やアズマギク（キク科）において、花をつけた茎には葉がつくが（そのため花茎ではない）、根生葉にくらべて明らかに小型の葉がついており、このような茎は花茎状 (scapoid) とよばれる (下図2b)。
テンナンショウ属（サトイモ科）やガマ属（ガマ科）も花茎をもつが、葉の基部が鞘状に重なった偽茎によって花茎がつつまれている。そのため、花茎ではなく普通葉が生じている茎のように見えることがある (図2c)。
一般的に「ニンニクの芽」とよばれるものはニンニク（ヒガンバナ科）の花茎であり、食用にされる（上図2d）。

## 有花茎

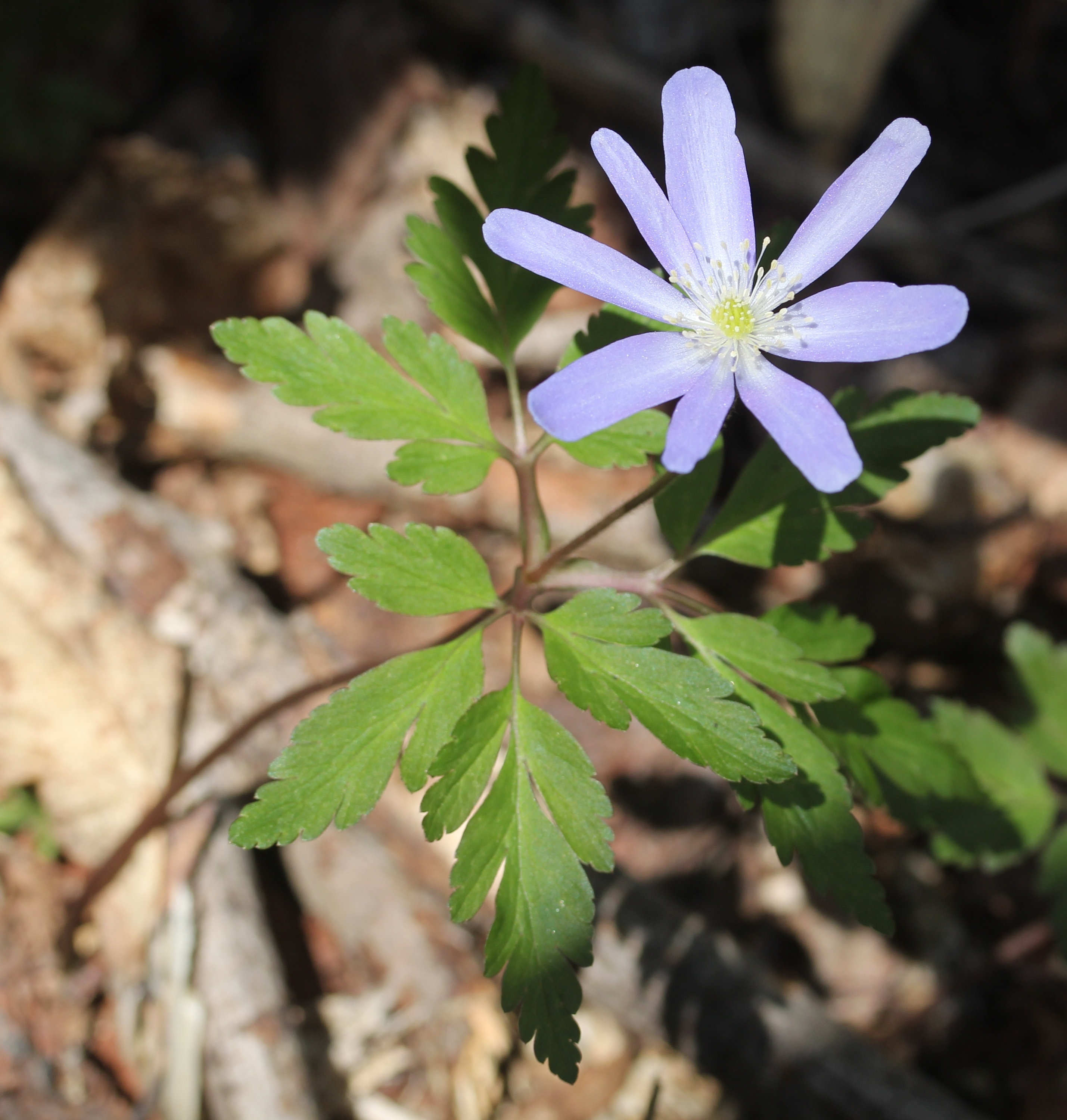
3. キクザキイチゲ（キンポウゲ科）の花をつけた有花茎

多年生草本において、花をつける茎と決して花をつけない茎が存在することがある。このような場合、花をつける茎は有花茎 (flowering stem)、花をつけない茎は無花茎 (nonflowering stem) とよばれる。
有花茎と無花茎は、花の有無以外にも、茎の性質や高さ、毛の有無、葉の大きさや形などが異なる。キクザキイチゲ (キンポウゲ科; 図3) では、無花茎は毛を散生するが、有花茎は無毛である。ヤハズハハコ（キク科）では、無花茎の葉が有花茎の葉よりも幅広く、頂端付近にまとまってつく。
多年生草本の中には、発芽後すぐに有花茎を伸ばす種もあるし、当初は無花茎のみが存在し、一定期間後に有花茎を伸ばす種もある。

## 有花枝

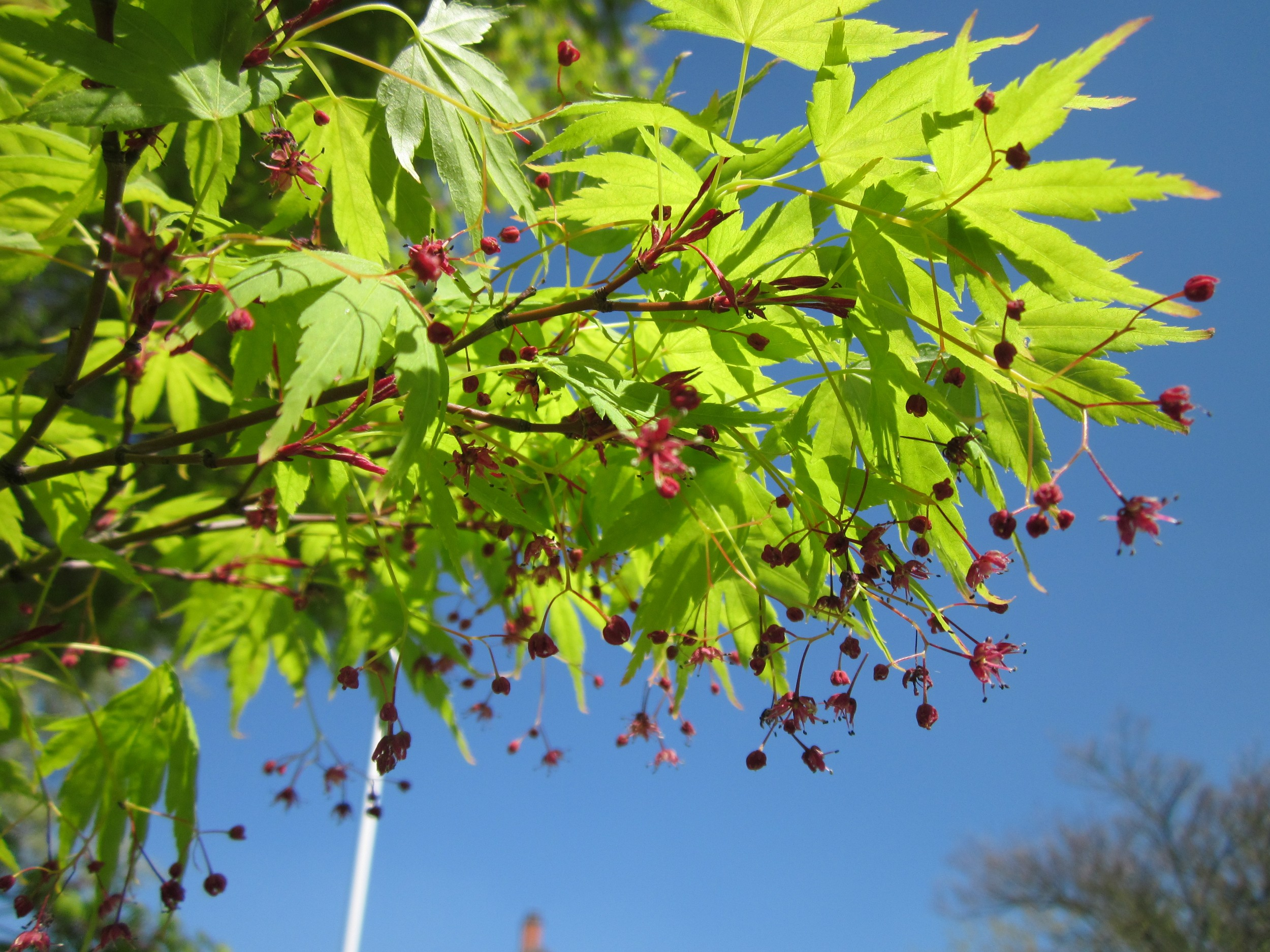
4. イロハモミジ (ムクロジ科) の花をつけた有花枝

有花茎・無花茎（上記）と同様に、木本において、花をつける枝と決して花をつけない枝が存在することがある。このような場合、花をつける枝は有花枝 (flowering branch)、花をつけない茎は無花枝 (nonflowering branch) とよばれる。
イロハモミジ (図4) やイタヤカエデ（ムクロジ科）では、無花枝の葉は有花枝の葉よりも大きい。キイチゴ属やバラ属（バラ科）では、地下茎から伸びた最初の枝は無花枝であり、翌年にここから伸びる側枝が有花枝となる。